# ずっと読みかけの夏 feat.CHEMISTRY
「ずっと読みかけの夏 feat.CHEMISTRY」（ずっとよみかけのなつ フィーチャリング ケミストリー）は、日本のミュージシャン冨田ラボの4枚目のシングルである。2005年9月21日発売。発売元はソニー・ミュージックアソシエイテッドレコーズ。

## 概要
- ゲストボーカルにCHEMISTRYを、作詞に糸井重里を迎えている。
- PV監督は森淳一/鈴木ヒロト。本郷奏多が出演。

## 収録曲
1. ずっと読みかけの夏  –  (6:32)
作詞：糸井重里、作曲・編曲：冨田恵一
2. Schlafenszeit  –  (4:37)
作曲・編曲：冨田恵一
3. ずっと読みかけの夏 (instrumental)  –  (6:32)

## 収録アルバム
- オリジナル『Shiplaunching』（2006年2月22日）
- CHEMISTRY『the CHEMISTRY joint album』（2009年3月11日）
- オムニバス『tabiuta -旅へ 歌と- 〜鉄旅ガールズ recommend〜』（2009年10月21日）
- ベスト『冨田恵一 WORKS BEST〜beautiful songs to remember〜』（2011年3月2日）